# Anoixazad
Anoixazad o Noixazad (fill de l'immortal) fou fill de Còsroes I Anushirwan que va dirigir una revolta l'any 550. L'historiador romà d'Orient Procopi l'anomena Anasozados. Els historiadors coincideixen en el fons però donen separadament detalls (de vegades no coincidents o que no lliguen), per exemple la mare, de la que Ibn al-Athir diu que era cristiana i filla del davar (jutge) de Ray, mentre al-Ferdowsi i al-Dinawari diuen que Anoshazad va abraçar la religio cristiana i que Còsroes molest per això el va empresonar a Gondeshapur; Procopi diu que la presó fou per seduir a una de les dones del pare i Ibn al-Athir diu que era sospitós de ser criptomaniqueu.
En la campanya contra els romans d'Orient Còsroes es va posar malalt a Emessa (Homs) i van córrer rumors de què havia mort, segons algun dels historiadors posats en circulació pel mateix Anoshazad. Va reunir un exèrcit de presoners, i de cristians de Ahwaz i Gondeshapur (on eren molt nombrosos), i va escriure a l'emperador romà d'Orient demanant suport. El suport dels cristians podria ser circumstancial, per l'existència de molts nestorians a la zona, i potser aprofitant que la mare era cristiana (o ho era ell mateix) per obtenir el seu suport. Es va proclamar mehtar (governador) a Gondeshapur i va ocupar Ahwaz, i amb els tresors que allí va trobar va marxar cap a Iraq. Còsroes va ordenar al seu governador o regent a Ctesifont de marxar contra el rebel i fer-lo presoner però evitant si era possible de matar-lo; tampoc s'havia de matar el poble revoltat; en canvi s'havia de matar tots els governadors provincials (marzban) i nobles que haguessin col·laborat a la revolta; aquest governador o regent es deia probablement Borzin.
Segons Procopi el rebel fou fet presoner i portat davant Còsroes que el va fer cegar el suficient per no poder regnar però sense quedar cec (segons la llei iraniana una persona amb un defecte físic no podia regnar). Al-Ferdowsi diu que va morir en batalla. En tot cas no torna a ser esmentat.